# Цыплаков, Даниил Александрович
Дании́л Алекса́ндрович Цыплако́в (род. 29 июля 1992, Комсомольск-на-Амуре, Хабаровский край) — российский легкоатлет, специализирующийся в прыжке в высоту. Чемпион России 2014 года. Мастер спорта России международного класса.

## Биография
С детства стал тренироваться под руководством своего отца Александра Цыплакова. В прошлом тот также был прыгуном в высоту, имел личный рекорд 2,24 м, четыре раза выигрывал чемпионат РСФСР.
Высокие результаты начал показывать уже в юношеском возрасте. В 2008 году в 15 лет занял второе место на первенстве России среди юношей (до 18 лет) с результатом 2,11 м. Через год он уже был лучшим высотником страны в своей возрастной категории и выступал в составе сборной России на международных стартах. На чемпионате мира среди юношей в итальянском Брессаноне завоевал бронзовую награду с личным рекордом 2,17 м. Через несколько дней он добавил к этому результату ещё 4 сантиметра и стал лучшим на европейском юношеском олимпийском фестивале в Тампере.
В последующие годы становился лучшим на национальных турнирах, покоряя планку на высоте больше 2,20 м. Однако на международных стартах ему не удавалось реализовать свой потенциал. Только 26-е место в квалификации чемпионата мира среди юниоров — 2010 (взял всего лишь 2,05 м) и 4-е место чемпионата Европы среди юниоров (2,23 м).
В 2012 году на национальном чемпионате занял 6-е место и впервые в карьере прыгнул выше 2,30 м. Результат 2,31 м означал выполнение норматива мастера спорта международного класса. Следующий год начал с бронзы зимнего чемпионата России, занял третье место на летнем первенстве страны, стал вице-чемпионом Европы среди молодёжи.
Зимой 2014 года совершил прыжок на 2,34 м, отобрался на чемпионат мира в помещении, где занял 5-е место (2,32 м). Он вполне мог оказаться и на пьедестале, но планка на высоте 2,36 м, которую он взял во второй попытке, упала, когда он уходил с матов. Это дало судье основание поднять красный флаг и не засчитать прыжок как удачный. На летнем чемпионате России в отсутствие олимпийского чемпиона Ивана Ухова впервые стал победителем и вошёл в состав сборной на чемпионат Европы. Перед континентальным форумом установил личный рекорд 2,33 м на Спартакиаде молодёжи России в Саранске, но приблизиться к этим цифрам на главном старте сезона не смог — только 2,26 м, и он вновь остался 5-м.
На чемпионате мира 2015 года занял 5-е место с результатом 2,29.

## Основные результаты
| Год  | Турнир                                      | Место проведения   | Место        | Результат |
| ---- | ------------------------------------------- | ------------------ | ------------ | --------- |
| 2009 | Чемпионат мира среди юношей                 | Брессаноне, Италия | 3-е          | 2,17 м    |
| 2009 | Европейский юношеский олимпийский фестиваль | Тампере, Финляндия | 1-е          | 2,21 м    |
| 2010 | Кубок России                                | Ерино, Россия      | 3-е          | 2,10 м    |
| 2010 | Чемпионат мира среди юниоров                | Монктон, Канада    | 26-е (квал.) | 2,05 м    |
| 2011 | Командный чемпионат России                  | Сочи, Россия       | 7-е          | 2,15 м    |
| 2011 | Кубок России                                | Ерино, Россия      | 2-е          | 2,25 м    |
| 2011 | Чемпионат Европы среди юниоров              | Таллин, Эстония    | 4-е          | 2,23 м    |
| 2012 | Чемпионат России в помещении                | Москва, Россия     | 13-е (квал.) | 2,15 м    |
| 2012 | Командный чемпионат России                  | Сочи, Россия       | 2-е          | 2,24 м    |
| 2012 | Чемпионат России                            | Чебоксары, Россия  | 6-е          | 2,31 м    |
| 2012 | Кубок России                                | Ерино, Россия      | 1-е          | 2,28 м    |
| 2013 | Чемпионат России в помещении                | Москва, Россия     | 3-е          | 2,30 м    |
| 2013 | Командный чемпионат России                  | Сочи, Россия       | 2-е          | 2,23 м    |
| 2013 | Кубок России                                | Ерино, Россия      | 1-е          | 2,28 м    |
| 2013 | Чемпионат Европы среди молодёжи             | Тампере, Финляндия | 2-е          | 2,28 м    |
| 2013 | Чемпионат России                            | Москва, Россия     | 3-е          | 2,24 м    |
| 2014 | Чемпионат России в помещении                | Москва, Россия     | 2-е          | 2,34 м    |
| 2014 | Чемпионат мира в помещении                  | Сопот, Польша      | 5-е          | 2,32 м    |
| 2014 | Командный чемпионат России                  | Адлер, Россия      | 3-е          | 2,25 м    |
| 2014 | Чемпионат России                            | Казань, Россия     | 1-е          | 2,32 м    |
| 2014 | Чемпионат Европы                            | Цюрих, Швейцария   | 5-е          | 2,26 м    |
| 2015 | Чемпионат России в помещении                | Москва, Россия     | 3-е          | 2,28 м    |